# Вилица
Вилица (горња и доња) заједно са зубима, мишићима за жвакање и виличним зглобовима чини саставни део јединственог органа за жвакање и функционалну целину названу стоматогнати систем.
- Горња вилица (лат. maxilla) је састављена од две међусобно срасле кости. На максили се разликују тело (corpus maxillae) и четири наставка:
  - чеони (processus frontalis)
  - јабучни (processus zygomaticus)
  - непчани (processus palatinus)
  - алвеоларни (processus alveolaris)

Processus alveolaris је елипсасто избочење са шупљинама - чцашицама, у којима су смештени горњи зуби.
- Доња вилица (лат. mandibula) се састоји од потковичастог тела (corpus mandibulae), две усправне гране (ramus mandibulae) и виличног угла (angulus mandibulae). Горња ивица потковичастог тела завршава се алвеоларним делом (pars alveolaris), са чашицама у којима су смештени доњи зуби. Доња вилица је једина покретна кост главе. Она се помоћу кондиларног наставка (capitulum mandibulae) зглобљава са доњом страном слепоочне кости.